# アメリカ合衆国住宅都市開発長官
アメリカ合衆国住宅都市開発長官（アメリカがっしゅうこくじゅうたくとしかいはつちょうかん、United States Secretary of Housing and Urban Development）は、都市開発関係事務を管掌するアメリカ合衆国住宅都市開発省の長である。同職はアメリカ合衆国大統領の内閣の一員である。1966年1月13日にロバート・クリフトン・ウィーヴァーが初代の同職に任命されたことにより、アメリカ初のアフリカ系アメリカ人閣僚となった。

## 歴代住宅都市開発長官
| 代 |                              | 氏名                                     | 在任期間                              | 大統領                                    |
| -- | ---------------------------- | ---------------------------------------- | ------------------------------------- | ----------------------------------------- |
| 1  | Walsh                        | ロバート・クリフトン・ウィーヴァー       | 1966年1月18日 - 1968年12月18日        | リンドン・ジョンソン                      |
| 2  | Walsh                        | ロバート・コールドウェル・ウッド         | 1969年1月7日 - 1969年1月20日          | リンドン・ジョンソン                      |
| 3  | Walsh                        | ジョージ・ウィルケン・ロムニー           | 1969年1月22日 - 1973年1月20日         | リチャード・ニクソン                      |
| 4  | Walsh                        | ジェイムズ・トマス・リン                 | 1973年2月2日 - 1975年2月5日           | リチャード・ニクソン ジェラルド・フォード |
| 5  | Walsh                        | カーラ・アンダースン・ヒルズ             | 1975年3月10日 - 1977年1月20日         | ジェラルド・フォード                      |
| 6  | Walsh                        | パトリシア・ロバーツ・ハリス             | 1977年1月23日 - 1979年9月10日         | ジミー・カーター                          |
| 7  | Walsh                        | モーリス・エドウィン・ランドルー         | 1979年9月24日 - 1981年1月20日         | ジミー・カーター                          |
| 8  | Walsh                        | サミュエル・リリー・ピアース             | 1981年1月23日 - 1989年1月20日         | ロナルド・レーガン                        |
| -  |                              | マイケル・ドーシー（代理）               | 1989年1月20日 - 1989年2月13日         | ジョージ・H・W・ブッシュ                  |
| 9  | Walsh                        | ジャック・フレンチ・ケンプ               | 1989年2月13日 - 1993年1月19日         | ジョージ・H・W・ブッシュ                  |
| 10 |                              | ヘンリー・ガブリエル・シスネロス         | 1993年1月22日 - 1997年1月19日         | ビル・クリントン                          |
| 11 |                              | アンドルー・マーク・クオモ               | 1997年1月29日 - 2001年1月20日         | ビル・クリントン                          |
| -  |                              | ウィリアム・アプガー（代理）             | 2001年1月20日 - 2001年1月24日         | ジョージ・W・ブッシュ                     |
| 12 |                              | メルクィアデス・ラファエル・マーティネズ | 2001年1月24日 - 2003年12月12日        | ジョージ・W・ブッシュ                     |
| 13 |                              | アルフォンソ・ロイ・ジャクスン           | 2003年12月12日 - 2004年4月1日（代理） | ジョージ・W・ブッシュ                     |
| 13 | 2004年4月1日 - 2008年4月18日 | アルフォンソ・ロイ・ジャクスン           |                                       | ジョージ・W・ブッシュ                     |
| -  |                              | ロイ・バーナーディ（代理）               | 2008年4月18日 - 2008年6月4日          | ジョージ・W・ブッシュ                     |
| 14 |                              | スティーヴン・C・プレストン              | 2008年6月4日 - 2009年1月20日          | ジョージ・W・ブッシュ                     |
| -  |                              | ブライアン・モンゴメリー（代理）         | 2009年1月20日 - 2009年1月26日         | バラク・オバマ                            |
| 15 |                              | ショーン・ドノヴァン                     | 2009年1月26日 - 2014年7月28日         | バラク・オバマ                            |
| 16 |                              | フリアン・カストロ                       | 2014年7月28日 - 2017年1月20日         | バラク・オバマ                            |
| -  |                              | クレイグ・クレメンゼン（代理）           | 2017年1月20日 - 2017年3月2日          | ドナルド・トランプ                        |
| 17 |                              | ベン・カーソン                           | 2017年3月2日 - 2021年1月20日          | ドナルド・トランプ                        |
| -  |                              | マット・アモン（代理）                   | 2021年1月20日 - 2021年3月10日         | ジョー・バイデン                          |
| 18 |                              | マルシア・ファッジ                       | 2021年3月10日 - 2024年3月22日         | ジョー・バイデン                          |
| -  |                              | エイドリアンヌ・トッドマン（代理）       | 2024年3月22日 - 2025年1月20日         | ジョー・バイデン                          |
| -  |                              | マシュー・アンモン（代理）               | 2025年1月20日 - 2025年2月5日          | ドナルド・トランプ                        |
| 19 |                              | スコット・ターナー                       | 2025年2月5日 - （在任中）             | ドナルド・トランプ                        |